# Dobrzyca (powiat koszaliński)
Dobrzyca (do 1945 niem. Kordeshagen) – wieś w Polsce, położona w województwie zachodniopomorskim, w powiecie koszalińskim, w gminie Będzino. Odległość do Morza Bałtyckiego w prostej linii wynosi 7 km. 
W latach 1946–1954 i 1973–1976 miejscowość była siedzibą gminy Dobrzyca.
W latach 1975–1998 wieś położona była w województwie koszalińskim.
W Dobrzycy znajduje się zabytkowy kościół Świętej Trójcy z 1867 roku oraz szkoła podstawowa i punkt przedszkolny.
W miejscowości ma siedzibę jednostka Ochotniczej Straży Pożarnej, włączona do krajowego systemu ratowniczo-gaśniczego.
Ze wsi pochodzi poseł Samoobrony RP w IV i V kadencji Sejmu Jan Łączny.

## Integralne części wsi
| SIMC    | Nazwa   | Rodzaj |
| ------- | ------- | ------ |
| 0302379 | Uliszki | osada  |

## Historia
Pierwsze wzmianki o wsi pochodzą z XV wieku, początkowo wchodziła w skład dóbr rodziny von Wedelstadt, a następnie von Kameke.

## Turystyka
- Osobny artykuł: Ogrody Tematyczne Hortulus.
- Osobny artykuł: Ogrody Hortulus Spectabilis.

W Dobrzycy znajduje się kompleks ogrodniczy "Hortulus", w którego skład wchodzą "Ogrody Tematyczne", będące kompozycją 28 ogrodów w odmiennych stylach i różnej treści. Wśród największych są ogrody japoński, francuski i rosarium w stylu angielskim oraz położone ok. 2 km dalej "Ogrody Spectabilis" z wieżą widokową i labiryntem grabowym. Oba ogrody dostępne są do zwiedzania.